# Anita Campagnolo
Anita Campagnolo (née le 5 janvier 1965 à Cittadella) est une chanteuse italienne. 

## Biographie
Anita Campagnolo commence sa carrière en 1982 au sein du groupe New Sin. Un an après sa formation, le groupe est contacté par le DJ S.B.1, qui souhaite organiser la sortie d'un de leurs nouveaux titres inédits. C'est ainsi que sort Try to Telephone, qui propulse New Sin dans le genre dance. Enregistré en janvier 1984 au studio Gulliver de Trévise, le titre est produit par Enrico Monti et Gianni Ephrikian et sort sur le label Holly Records. Peu après la sortie du single, Anita et le claviériste restent les seuls membres du groupe, qui devient en fait un duo musical, et décident de suivre une voie artistique plus orientée vers le genre synthpop. Le duo signe un nouveau contrat avec le label Holly Records et sort le single Old Man - Sometimes en 1984. Avec la chanson Sometimes, New Sin participe aux sélections organisées à Milan par le label discographique CGD pour le concours Due voci per Sanremo. Après avoir passé les sélections, le duo se produit avec la chanson Old Man dans le concours musical organisé, en plusieurs épisodes, par l'émission Domenica In sur Rai 1. New Sin passe toutes les sélections et atteint la finale, remportant la troisième place.
En 1985, le duo sort le single Black fantasy et participe au Festivalbar la même année. En 1986, le duo continue à donner des concerts en Italie, se joignant aux tournées d'artistes tels que Sandy Marton et Tracy Spencer. À partir des années 1990, Anita concentre son activité dans les studios d'enregistrement, travaillant comme choriste, graphiste et photographe.
En 2017, Anita reprend la composition de titres Italo disco avec New Sin, en créant le projet New Italo Sin, qui devient le nouveau nom du duo. Pour rester fidèle aux sonorités du genre, le duo utilise exclusivement des synthétiseurs analogiques originaux des années 1980, qu'ils collectionnent et restaurent au fil des ans. En 2018, New Italo Sin donne quelques concerts au Mexique, un pays où le genre Italo disco est très présent, en présentant le titre Keep the Fire. Cette performance de 2018 resté la première et seule performance publique du duo, avec Anita chanteuse sur scène. New Italo Sin participe aussi à diverses émissions de radio et de télévision, attirant beaucoup d'attention parmi le public d'amateurs de style des années 1980.
En 2019, Anita démarre un projet musical parallèle en tant qu'artiste solo sous son vrai nom, Anita Campagnolo. Elle enregistre I'll Sing My Fears Away, un nouveau titre mélangé à différents genres tels que la house, du garage et la hi-NRG, présentant ainsi une expérience musicale nouvelle et différente au public. Cependant, Anita conserve son rôle de voix de New Italo Sin pour l'Italo disco. En 2021, Anita participe en tant que chanteuse au single de Ryan Paris et George Aaron intitulé Human, une ré-imagination du célèbre titre de Human League. En 2022, plusieurs reprises de World, une réinterprétation de la célèbre chanson de F.R. David, sortent. La version Italo disco est un succès important, pour lequel Anita Campagnolo reçoit l'Italodisco Perù e South America Award.
Elle collabore avec Carlo Zannetti à l'enregistrement de la version remixée de Anna, un nouveau single chanté par elle et publié en mai 2024 par Videoradio,,.

## Discographie

### Singles
- 1983 : Try to telephone (Holly Records/CGD)
- 1984 : Old Man / Sometimes (Holly Records/CGD)
- 1985 : Black fantasy (Holly Records/CGD)
- 2018 : Keep the Fire (Delivery Records)
- 2018 : La Balalata / Ice Cream And Lollipop / Feel Me Now (Flashback Records)
- 2019 : I'll Sing My Fears Away (New Italo Sound)
- 2021 : Human (avec Ryan Paris et George Aaron)
- 2022 : Words (original Version) (Italo Disco Heroes)
- 2022 : Words (Italo Disco Version) (Italo Disco Heroes)
- 2022 : Words (Juan Segundo Remix) (Italo Disco Heroes)